# Sebnitz (Fluss)
Die Sebnitz ist der linke, größere Quellfluss des Lachsbaches und verläuft in Tschechien sowie in Sachsen. Auf böhmischem (tschechischem) Gebiet trägt sie die Bezeichnung Vilémovský potok (deutsch: Wölmsdorfer Bach).

## Geographie
Die Sebnitz, bzw. der Wölmsdorfer Bach, entspringt im Böhmischen Niederland in einem breiten Tal zwischen dem 608 m hohen Hrazený (Pirsken) und dem 593 m hohen Plešný (Plissenberg), zwei Kilometer nordwestlich des Dorfes Brtníky (Zeidler). Der Bach fließt in nordwestlicher Richtung bis Velký Šenov (Groß Schönau), wo er dem Tal des Šenovský potok folgend seinen Lauf nach Südwesten ändert und zwischen Vilémov (Wölmsdorf) und Mikulášovice hindurchfließt.
Unterhalb dieser Orte wird der Wölmsdorfer Bach zwischen dem Spálený vrch (Hillebrand, 443 m) und dem Wolfstein (392,9 m) bei Dolina (Franzthal) zum Grenzbach zwischen Tschechien und dem in das böhmische Gebiet hineinragenden deutschen Zipfel des Sebnitzer Waldes. Von dort an wird er in Deutschland als Sebnitz oder Sebnitzbach bezeichnet. Nach dem Grenzübergang Sebnitz-Dolní Poustevna fließt er noch einige hundert Meter als Grenzbach und durchfließt dann die nach ihm benannte Stadt Sebnitz sowie das Sebnitztal, um sich nach 30,8 Kilometern mit der Polenz oberhalb von Porschdorf zum Lachsbach zu vereinigen. Mit einem mittleren Abfluss von rund 1,9 m³/s ist die Sebnitz eigentlich als der Oberlauf des Lachsbaches zu bezeichnen, da die Polenz mit etwa 1,1 m³/s weniger Wasser führt. Der untere Teil des Sebnitztales wurde vor allem durch den Verlauf der Sebnitztalbahn mit ihren sieben Tunneln bekannt.

### Nebenflüsse
Bedeutendste Zuflüsse der Sebnitz sind
- Šenovský potok (Schönauer Bach) bzw. Velkošenovský potok (Groß Schönauer Bach); rechts; Velký Šenov
- Liščí potok (Hainsbach); rechts; unterhalb Velký Šenov
- Mikulášovičky potok (Nixdorfer Bach); links; Vilémov
- Luční potok (Heimichbach); rechts; Dolní Poustevna
- Hertigswalder Bach, Hertigswalde
- Finkenbach, Hofhainersdorf
- Schönbach, Amtshainersdorf
- Fischbach, unterhalb der Ulbersdorfer Mühle
- Schwarzbach, an der Buttermilchmühle
- Kohlichtgraben, an der Kohlmühle

### Ehemalige Mühlen
Viele Mühlen existieren nicht mehr, einige sind umgebaut und dienen anderen Zwecken.
- Niedereinsiedler Papiermühle Niedereinsiedel (Dolní Poustevna)
- Hesse-Weberei (Nutzung der Wasserkraft, keine Mühle)
- Hammermühle Sebnitz
- Weicht-Mühle Sebnitz
- Lenk-Mühle (oder Vettermühle) Sebnitz
- Müller-Mühle Sebnitz
- Steinmühle oder Schöpsmühle Sebnitz
- Brückenmühle Sebnitz
- Niedermühle Sebnitz
- Zwirn-Mühle
- Mühle Hofhainersdorf
- Dorfmühle Amtshainersdorf
- Ulbersdorfer Mühle
- Sputhmühle Mittelndorf
- Buttermilchmühle (oder Buttrichsmühle)
- Kohlmühle
- Ochelmühle

am Hertigswalder Bach
- Hertigswalder Mühle
- Sonnenmühle in Hertigswalde

## Fauna
Seit 1995 existiert das länderübergreifende Projekt Elbe-Lachs, welches eine Wiederbesiedlung der Elbe und einiger Nebenflüsse, unter anderem der Sebnitz, mit Lachsen zum Ziel hat. Dieses Projekt ist erfolgreich und hat dazu geführt, dass der Lachs in der Sebnitz wieder heimisch wurde.

## Galerie

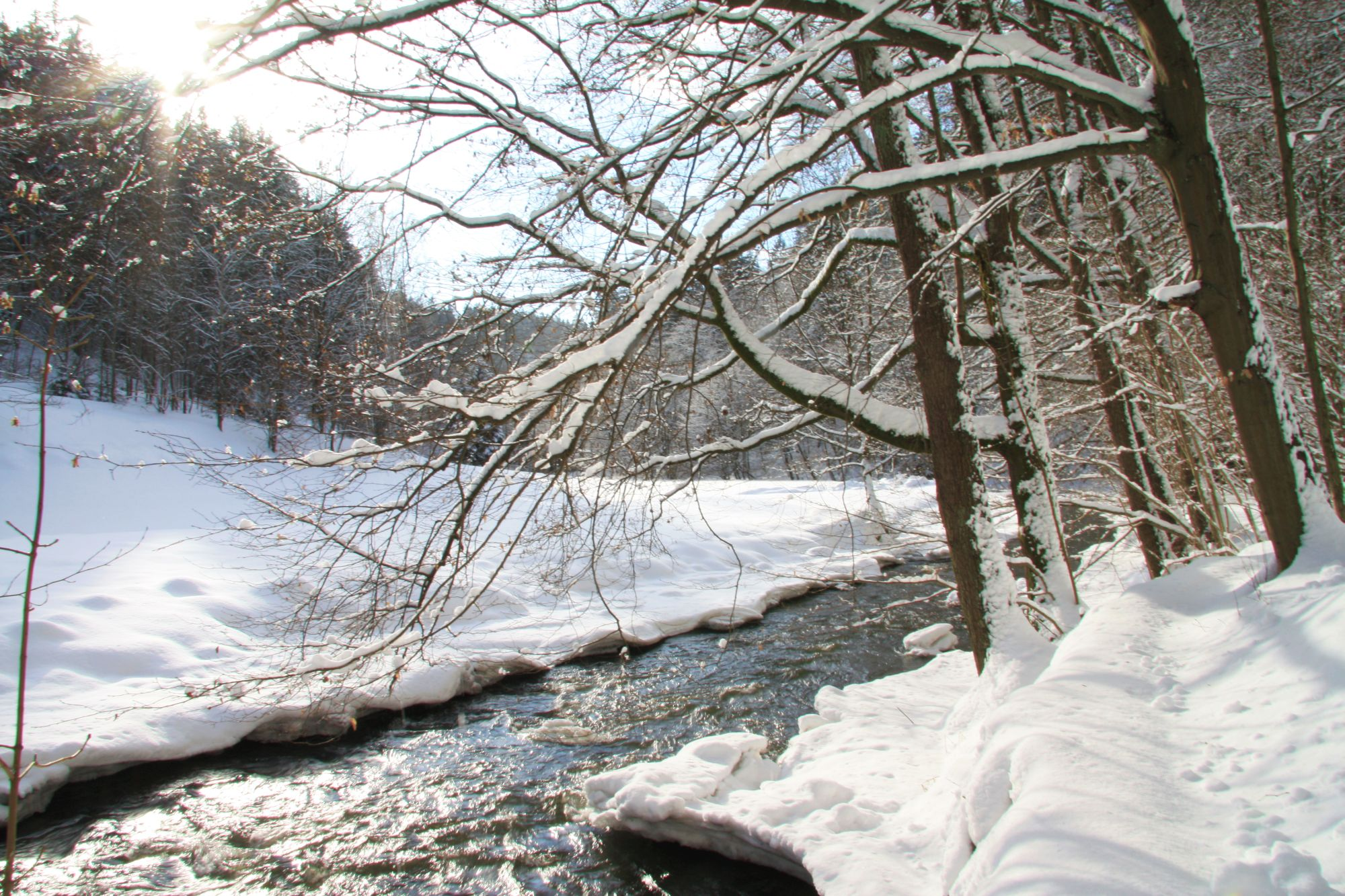
Winter im Sebnitztal bei Ulbersdorf
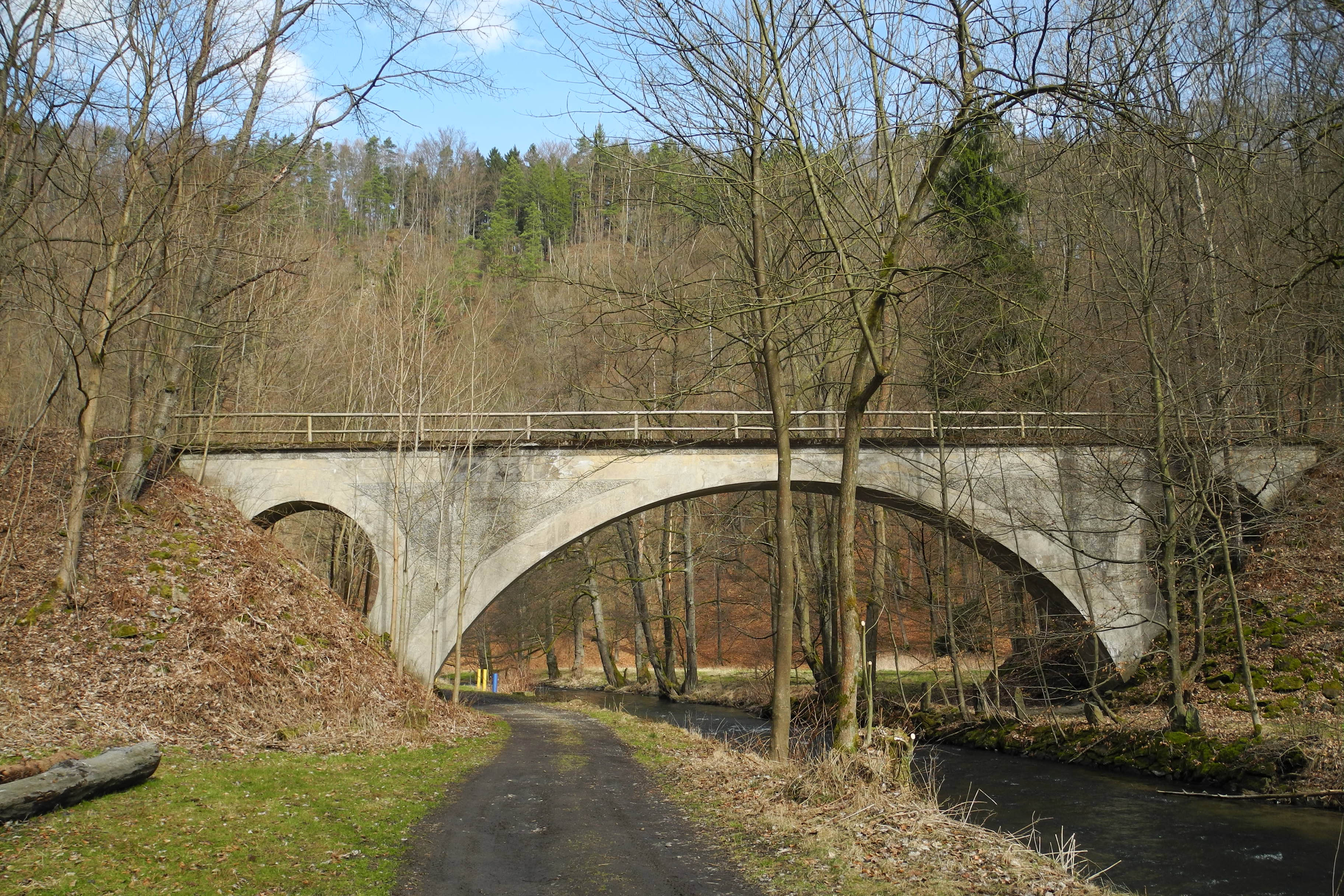
Der Malerweg im Sebnitztal unterhalb der Burg Schwarzberg mit der Sebnitztalbrücke der ehemaligen Schwarzbachbahn
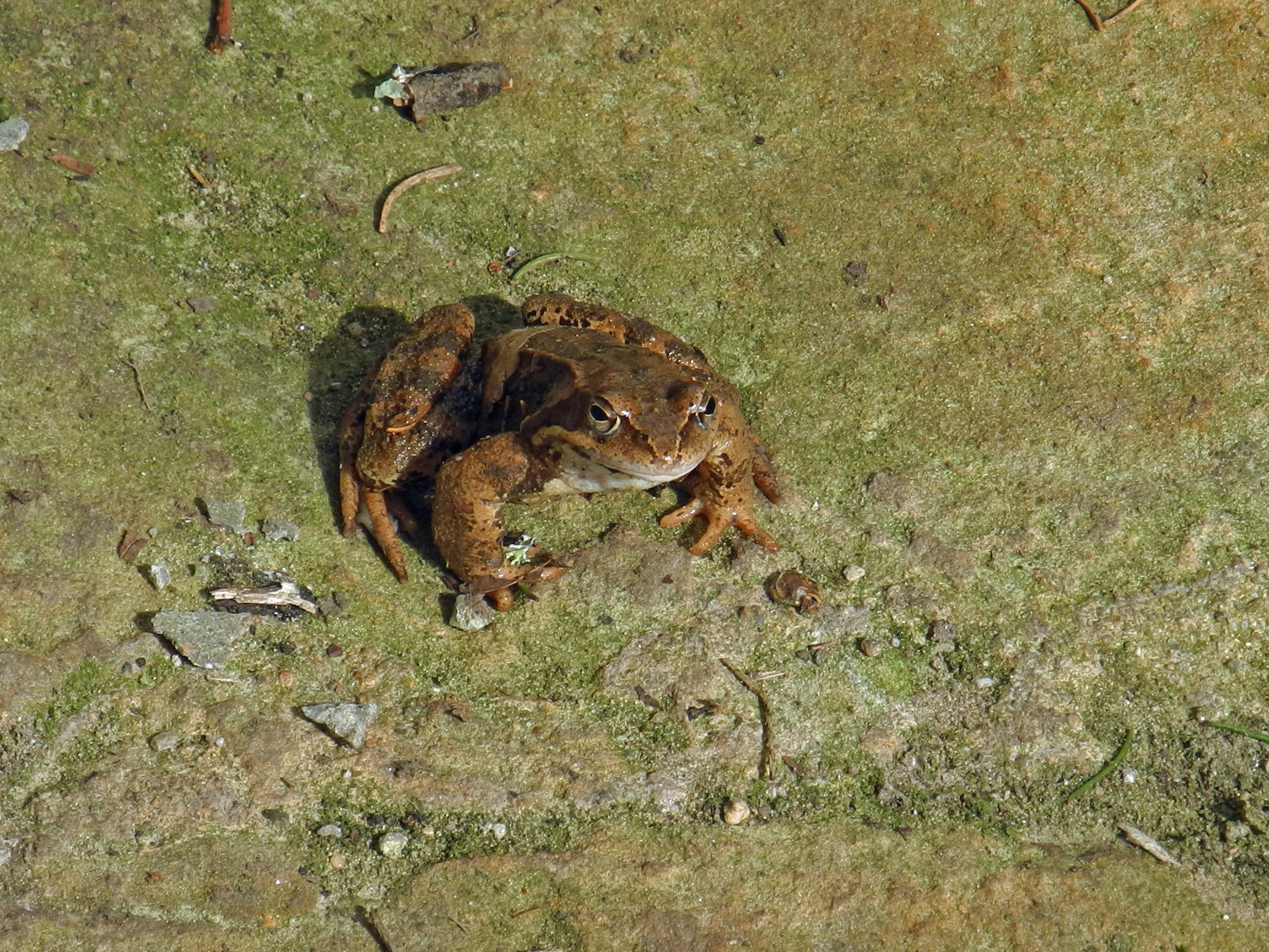
Kröte im Sebnitztal
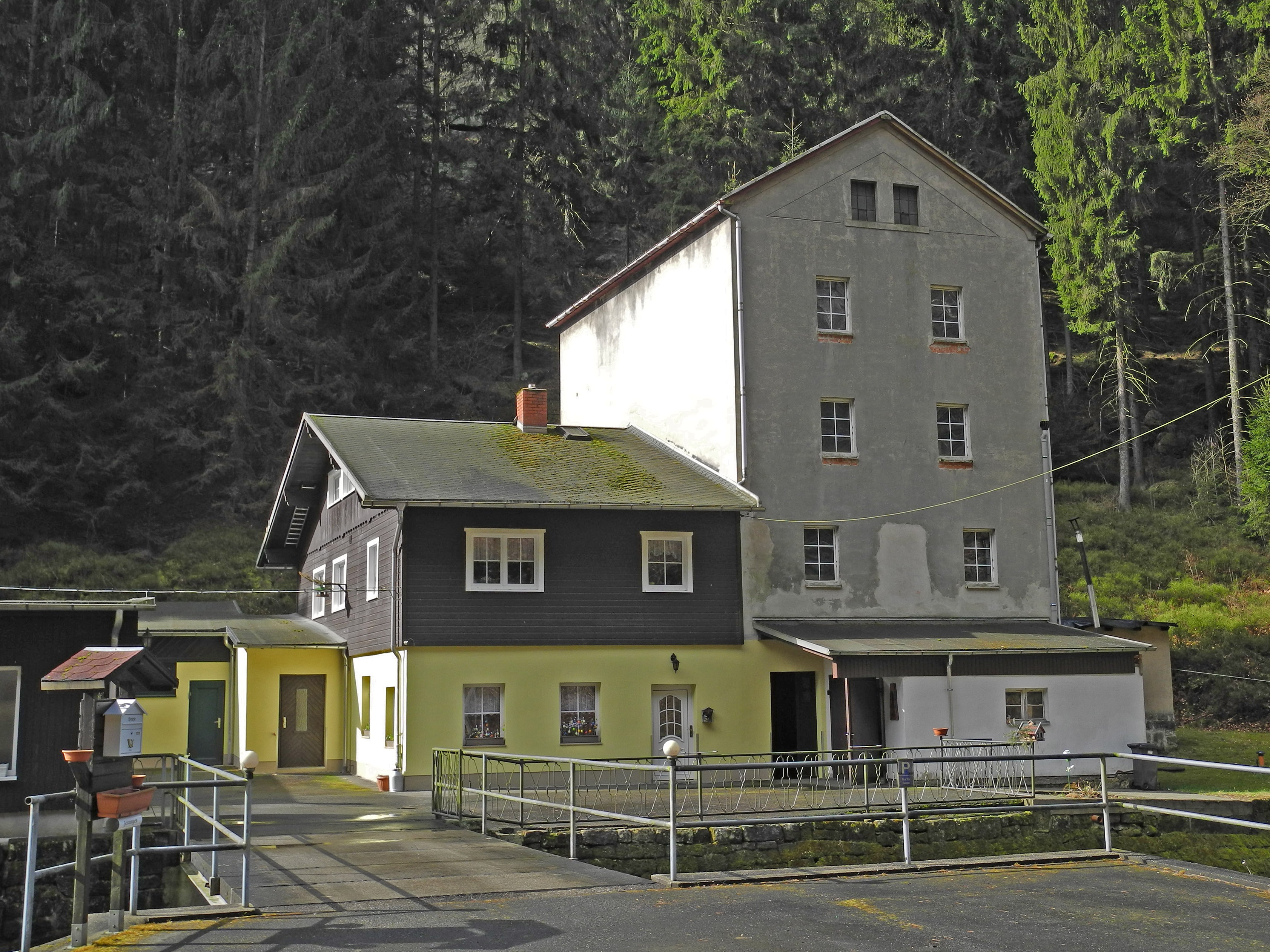
Die Ochelmühle, eine der ehemals zahlreichen Mühlen im Sebnitztal